# Mary Cavendish
Mary Cavendish, contessa di Shrewsbury (1556 – 1632), è stata una nobildonna inglese.

## Biografia
Era la figlia di Sir William Cavendish, che morì quando lei aveva circa un anno, e di sua moglie Bess di Hardwick. A detta di tutti, Mary ha ereditato una forte volontà di sua madre.
Dopo la morte del padre, sua madre si risposò con Sir William St. Loe, che, alla sua morte, gli lasciò tutti i suoi beni, facendo di lei una delle donne più ricche d' Inghilterra.

## Matrimonio
Nel 1568 sposò il fratellastro Gilbert Talbot, VII conte di Shrewsbury. Ebbero cinque figli:
- George, (1575-1577);
- Mary (1580-1649), sposò William Herbert, III conte di Pembroke;
- Elizabeth (1582-1651), sposò Henry Grey, VIII conte di Kent;
- John (1583);
- Althea (1585-1654), sposò Thomas Howard, XXI conte di Arundel.

## Prigionia
Anche se la sua famiglia era protestante, Mary si convertì al cattolicesimo. Questo potrebbe essere uno dei motivi per cui lei aiutò finanziariamente la nipote Arbella Stuart nel 1610, con la consapevolezza che quest'ultima aveva intenzione di fuggire. Per questo è stata imprigionato nella Torre di Londra. Fu processata per il suo ruolo nella fuga e fu pesantemente multata, ma non venne rilasciata.
Dopo la morte di Arbella, Mary venne rilasciata. Tuttavia, pochi anni dopo, nel 1618, fu chiamata a testimoniare nel corso di un'inchiesta sulle voci che Arbella aveva segretamente dato alla luce un bambino. Mary rifiutò di testimoniare, ed è stato ricondotta alla Torre, dove rimase fino al 1623.

## Ascendenza
|                   |               |                     | Genitori           |  |  | Nonni |  |  | Bisnonni         |  |  | Trisnonni         |  |
|                   |               |                     |                    |  |  |       |  |  | Thomas Cavendish |  |  | William Cavendish |  |
|                   |               |                     |                    |  |  |       |  |  | Thomas Cavendish |  |  | William Cavendish |  |
|                   |               | Joan Staventon      |                    |  |  |       |  |  | Thomas Cavendish |  |  |                   |  |
| Thomas Cavendish  |               |                     |                    |  |  |       |  |  | Thomas Cavendish |  |  |                   |  |
|                   |               | Catherine Scudamore | James Scudamore    |  |  |       |  |  |                  |  |  |                   |  |
|                   |               | Catherine Scudamore | James Scudamore    |  |  |       |  |  |                  |  |  |                   |  |
|                   |               | Catherine Scudamore | Eleanor Whitney    |  |  |       |  |  |                  |  |  |                   |  |
| William Cavendish |               | Catherine Scudamore |                    |  |  |       |  |  |                  |  |  |                   |  |
|                   |               | John Smith          | …                  |  |  |       |  |  |                  |  |  |                   |  |
|                   |               | John Smith          | …                  |  |  |       |  |  |                  |  |  |                   |  |
|                   |               | John Smith          | …                  |  |  |       |  |  |                  |  |  |                   |  |
| Alice Smith       |               | John Smith          |                    |  |  |       |  |  |                  |  |  |                   |  |
|                   |               | Alice Brecknock     | John Brecknock     |  |  |       |  |  |                  |  |  |                   |  |
|                   |               | Alice Brecknock     | John Brecknock     |  |  |       |  |  |                  |  |  |                   |  |
|                   |               | Alice Brecknock     | Lettice Spignurel  |  |  |       |  |  |                  |  |  |                   |  |
| Mary Cavendish    |               | Alice Brecknock     |                    |  |  |       |  |  |                  |  |  |                   |  |
|                   | John Hardwick | John Hardwick       |                    |  |  |       |  |  |                  |  |  |                   |  |
|                   | John Hardwick | John Hardwick       |                    |  |  |       |  |  |                  |  |  |                   |  |
|                   | John Hardwick | Elizabeth Bakewell  |                    |  |  |       |  |  |                  |  |  |                   |  |
| John Hardwick     | John Hardwick |                     |                    |  |  |       |  |  |                  |  |  |                   |  |
|                   |               | Elizabeth Pinchbeck | Thomas Pinchbeck   |  |  |       |  |  |                  |  |  |                   |  |
|                   |               | Elizabeth Pinchbeck | Thomas Pinchbeck   |  |  |       |  |  |                  |  |  |                   |  |
|                   |               | Elizabeth Pinchbeck | Anne Greene        |  |  |       |  |  |                  |  |  |                   |  |
| Bess Hardwick     |               | Elizabeth Pinchbeck |                    |  |  |       |  |  |                  |  |  |                   |  |
|                   |               | Thomas Leake        | William Leeke      |  |  |       |  |  |                  |  |  |                   |  |
|                   |               | Thomas Leake        | William Leeke      |  |  |       |  |  |                  |  |  |                   |  |
|                   |               | Thomas Leake        | Catherine Chaworth |  |  |       |  |  |                  |  |  |                   |  |
| Elizabeth Leake   |               | Thomas Leake        |                    |  |  |       |  |  |                  |  |  |                   |  |
|                   |               | Margaret Fox        | William Fox        |  |  |       |  |  |                  |  |  |                   |  |
|                   |               | Margaret Fox        | William Fox        |  |  |       |  |  |                  |  |  |                   |  |
|                   |               | Margaret Fox        | …                  |  |  |       |  |  |                  |  |  |                   |  |
|                   |               | Margaret Fox        |                    |  |  |       |  |  |                  |  |  |                   |  |